# 北緯47度線
北緯47度線（ほくい47どせん）は、地球の赤道面より北に地理緯度にして47度の角度を成す緯線。ヨーロッパ、アジア、太平洋、北アメリカ、大西洋を通過する。この緯度の下では、夏至点時の可照時間は15時間54分で、冬至点時は8時間31分である。
カナダでは、北緯47度線はケベック州とニューブランズウィック州の境界の一部になっている。

## 通過する地域一覧
北緯47度線は、本初子午線から東に向かって以下の場所を通っている。
| 地理座標                                               | 国土・領土・領海           | 備考                                                                        |
| ------------------------------------------------------ | -------------------------- | --------------------------------------------------------------------------- |
| 北緯47度0分 東経0度0分 / 北緯47.000度 東経0.000度      | フランス                   |                                                                             |
| 北緯47度0分 東経6度36分 / 北緯47.000度 東経6.600度     | スイス                     | ベルンの北を通過                                                            |
| 北緯47度0分 東経9度53分 / 北緯47.000度 東経9.883度     | オーストリア               |                                                                             |
| 北緯47度0分 東経11度27分 / 北緯47.000度 東経11.450度   | イタリア                   | 約4km                                                                       |
| 北緯47度0分 東経11度31分 / 北緯47.000度 東経11.517度   | オーストリア               | 約3km                                                                       |
| 北緯47度0分 東経11度34分 / 北緯47.000度 東経11.567度   | イタリア                   | 約7km                                                                       |
| 北緯47度0分 東経11度39分 / 北緯47.000度 東経11.650度   | オーストリア               | 約14km                                                                      |
| 北緯47度0分 東経11度50分 / 北緯47.000度 東経11.833度   | イタリア                   |                                                                             |
| 北緯47度0分 東経12度8分 / 北緯47.000度 東経12.133度    | オーストリア               |                                                                             |
| 北緯47度0分 東経16度17分 / 北緯47.000度 東経16.283度   | ハンガリー                 | バラトン湖を通過                                                            |
| 北緯47度0分 東経21度42分 / 北緯47.000度 東経21.700度   | ルーマニア                 |                                                                             |
| 北緯47度0分 東経28度5分 / 北緯47.000度 東経28.083度    | モルドバ                   | キシナウを通過 沿ドニエストル共和国を通過                                   |
| 北緯47度0分 東経29度36分 / 北緯47.000度 東経29.600度   | ウクライナ                 |                                                                             |
| 北緯47度0分 東経37度27分 / 北緯47.000度 東経37.450度   | アゾフ海                   | タガンログ湾                                                                |
| 北緯47度0分 東経39度1分 / 北緯47.000度 東経39.017度    | ロシア                     |                                                                             |
| 北緯47度0分 東経48度47分 / 北緯47.000度 東経48.783度   | カザフスタン               | カスピ海の北端を通過                                                        |
| 北緯47度0分 東経82度56分 / 北緯47.000度 東経82.933度   | 中華人民共和国             | 新疆ウイグル自治区                                                          |
| 北緯47度0分 東経83度53分 / 北緯47.000度 東経83.883度   | カザフスタン               |                                                                             |
| 北緯47度0分 東経84度19分 / 北緯47.000度 東経84.317度   | 中華人民共和国             | 新疆ウイグル自治区 - 約11km                                                 |
| 北緯47度0分 東経84度27分 / 北緯47.000度 東経84.450度   | カザフスタン               |                                                                             |
| 北緯47度0分 東経85度10分 / 北緯47.000度 東経85.167度   | 中華人民共和国             | 新疆ウイグル自治区                                                          |
| 北緯47度0分 東経90度44分 / 北緯47.000度 東経90.733度   | モンゴル                   |                                                                             |
| 北緯47度0分 東経119度48分 / 北緯47.000度 東経119.800度 | 中華人民共和国             | 内モンゴル自治区 黒竜江省                                                   |
| 北緯47度0分 東経134度5分 / 北緯47.000度 東経134.083度  | ロシア                     |                                                                             |
| 北緯47度0分 東経138度33分 / 北緯47.000度 東経138.550度 | 日本海                     |                                                                             |
| 北緯47度0分 東経142度1分 / 北緯47.000度 東経142.017度  | 樺太                       | 南樺太（ ロシアが実効支配）                                                 |
| 北緯47度0分 東経143度4分 / 北緯47.000度 東経143.067度  | オホーツク海               |                                                                             |
| 北緯47度0分 東経152度4分 / 北緯47.000度 東経152.067度  | 千島列島                   | 新知島（ ロシアが実効支配）                                                 |
| 北緯47度0分 東経152度10分 / 北緯47.000度 東経152.167度 | 太平洋                     |                                                                             |
| 北緯47度0分 西経124度10分 / 北緯47.000度 西経124.167度 | アメリカ合衆国             | ワシントン州 アイダホ州 モンタナ州 ノースダコタ州 ミネソタ州                |
| 北緯47度0分 西経91度41分 / 北緯47.000度 西経91.683度   | スペリオル湖               |                                                                             |
| 北緯47度0分 西経90度46分 / 北緯47.000度 西経90.767度   | アメリカ合衆国             | ウィスコンシン州 - アポストル群島                                           |
| 北緯47度0分 西経90度25分 / 北緯47.000度 西経90.417度   | スペリオル湖               |                                                                             |
| 北緯47度0分 西経88度57分 / 北緯47.000度 西経88.950度   | アメリカ合衆国             | ミシガン州 - キーウィーノー半島                                             |
| 北緯47度0分 西経88度23分 / 北緯47.000度 西経88.383度   | スペリオル湖               |                                                                             |
| 北緯47度0分 西経84度47分 / 北緯47.000度 西経84.783度   | カナダ                     | オンタリオ州 ケベック州                                                     |
| 北緯47度0分 西経69度41分 / 北緯47.000度 西経69.683度   | アメリカ合衆国             | メーン州                                                                    |
| 北緯47度0分 西経67度47分 / 北緯47.000度 西経67.783度   | カナダ                     | ニューブランズウィック州                                                    |
| 北緯47度0分 西経64度49分 / 北緯47.000度 西経64.817度   | セントローレンス湾         | ノーサンバーランド海峡                                                      |
| 北緯47度0分 西経64度4分 / 北緯47.000度 西経64.067度    | カナダ                     | プリンスエドワードアイランド州 - プリンスエドワード島                       |
| 北緯47度0分 西経64度0分 / 北緯47.000度 西経64.000度    | セントローレンス湾         |                                                                             |
| 北緯47度0分 西経60度40分 / 北緯47.000度 西経60.667度   | カナダ                     | ノバスコシア州 - ケープ・ブレトン島                                         |
| 北緯47度0分 西経60度25分 / 北緯47.000度 西経60.417度   | カボット海峡               |                                                                             |
| 北緯47度0分 西経59度28分 / 北緯47.000度 西経59.467度   | 大西洋                     |                                                                             |
| 北緯47度0分 西経56度22分 / 北緯47.000度 西経56.367度   | サンピエール島・ミクロン島 | ミクロン島                                                                  |
| 北緯47度0分 西経56度17分 / 北緯47.000度 西経56.283度   | 大西洋                     |                                                                             |
| 北緯47度0分 西経55度59分 / 北緯47.000度 西経55.983度   | カナダ                     | ニューファンドランド・ラブラドール州 - ニューファンドランド島・ブリン半島   |
| 北緯47度0分 西経55度12分 / 北緯47.000度 西経55.200度   | プラセンティア湾           |                                                                             |
| 北緯47度0分 西経54度10分 / 北緯47.000度 西経54.167度   | カナダ                     | ニューファンドランド・ラブラドール州 - ニューファンドランド島・アバロン半島 |
| 北緯47度0分 西経52度54分 / 北緯47.000度 西経52.900度   | 大西洋                     |                                                                             |
| 北緯47度0分 西経2度17分 / 北緯47.000度 西経2.283度     | フランス                   | ノワールムティエ島、本土                                                    |